# Unterseeboot U-36 (1914)
Pour les autres navires du même nom, voir Unterseeboot 36.
L'Unterseeboot U-36 est un sous-marin de type U 31 de la Kaiserliche Marine (marine impériale allemande) utilisé dans la guerre au commerce maritime durant la Première Guerre mondiale.

## Conception
Les sous-marins de type U 31 étaient des sous-marins océaniques à double coque, similaires aux sous-marins de type 23 et de type 27 par leurs dimensions. Ils n’en différaient que légèrement en termes de propulsion et de vitesse. Ils étaient considérés comme de très bons bateaux de haute mer, avec une manœuvrabilité moyenne et un pilotage facile en surface.
L'U-36 avait une longueur hors tout de 64,70 m. Sa coque pressurisée faisait 52,36 m de long. La largeur du bateau était de 6,32 m, et 4,05 m pour la coque pressurisée. Les U-Boote de type 31 avaient un tirant d'eau de 3,56 m et une hauteur totale de 7,68 à 8,04 m. Les bateaux avaient un déplacement de 685 tonnes en surface et 878 tonnes en immersion.
L'U-36 était équipé de deux moteurs Diesel à deux temps 6 cylindres Germania d’une puissance totale de 1850 ch (1361 kW) pour la navigation en surface, et de deux moteurs électriques à double effet Siemens-Schuckert d’une puissance totale de 1200 ch (883 kW) pour la navigation sous-marine. Ces moteurs entraînaient deux arbres d'hélice avec chacun une hélice de 1,60 m de diamètre, ce qui donnait au bateau une vitesse maximale de 16,4 nœuds (30,4 km/h) en surface et de 9,7 nœuds (18,0 km/h) en immersion. L’autonomie était de 8790 milles marins (16280 km) à la vitesse de croisière de 8 nœuds (15 km/h) en surface, et de 80 milles marins (150 km) à 5 nœuds (9,3 km/h) sous l’eau. La profondeur de plongée maximale était de 50 m.
Le sous-marin était armé de quatre tubes lance-torpilles de 50 cm, deux à l’avant et deux à l’arrière. Il transportait 6 torpilles. De plus, l'U-36 a été équipé en 1915 de deux canons de pont de 8,8 cm SK L/30. L’équipage du bateau était de 4 officiers et 31 matelots.

## Historique des services
L'U-36 fut mis en chantier le 2 janvier 1913 par Germaniawerft à Kiel. Il fut lancé le 6 juin 1914 et mis en service le 14 novembre 1914, sous le commandement du Kapitänleutnant Ernst Graeff. En février 1915, il effectua des essais d’acceptation à Kiel et fut rattaché en mars à la 2e demi-flottille en mer du Nord.
Les mouvements et les opérations du U-36 ont été surveillés et rapportés par le renseignement naval britannique, mieux connu sous le nom de « Room 40 ». Sa première patrouille de guerre eut lieu dans la baie d’Heligoland du 29 au 30 mars 1915. Il n’a signalé aucune victoire pendant cette période. Le 23 avril, il retourna dans la baie d’Heligoland, apparemment après une patrouille en mer du Nord.
Il partit le 29 avril, à nouveau à destination de la mer du Nord, où il coula le 8 mai le vapeur danois Lilian Drost de 1966 tonnes, captura comme prise le 10 mai le vapeur suédois Björn de 1241 tonnes, tout en capturant (puis libérant) le même jour le vapeur néerlandais Niobe de 654 tonnes.
L'U-36 retourna le 17 juillet à sa station en mer du Nord. Opérant au large des côtes nord et nord-ouest de l’Écosse, il coula trois vapeurs et près d’une douzaine de navires plus petits. Le 22 juillet, le Rubonia russe de 3644 tonnes a été sa victime. Le même jour, l'U-36 attaqua également un groupe de navires de pêche à l’ouest des îles Orcades, coulant neuf petits chalutiers et deux voiliers, tout en prenant une prise. Le lendemain, le Danae français de 1505 tonnes a été arraisonné comme prise et coulé, et le Fimreite norvégien de 3819 tonnes a également été coulé.
Le jour de son naufrage, l'U-36 intercepta et captura le trois-mâts américain Pass of Balmaha,
transportant une cargaison de coton destinée à la Russie et en route vers Kirkwall pour être inspectée par les autorités britanniques. Un pavillon du U-36 a été laissé à bord du trois-mâts pour sécuriser sa traversée vers Cuxhaven. Le Pass of Balmaha a été réaménagé en tant que corsaire et rebaptisé Seeadler. Il fut commandé par le comte Felix von Luckner, qui deviendra bientôt célèbre pour ses exploits navals dans l’Atlantique et le Pacifique.

## Perte
L'U-36 a été coulé dans l’après-midi du 24 juillet 1915 au combat au large de la côte de North Rona dans les Hébrides extérieures par le Q-ship britannique Prince Charles, commandé par le lieutenant Mark Wardlaw, de la Royal Navy. Le sous-marin venait d’arrêter le navire danois SS Luise et de monter à bord. Une équipe d’arraisonnement était en train de jeter à la mer sa cargaison lorsqu’une vigie aperçut un vapeur en approche. L'U-36 navigua vers le Prince Charles déguisé et lui ordonna de s’arrêter pendant qu’il lui tirait dessus. Le Q-ship s’exécuta, faisant mettre à la mer ses canots. Le sous-marin sans méfiance s’est approché à environ 600 m du navire lorsque le Prince Charles a hissé le pavillon de guerre britannique et a commencé à tirer. Pris complètement par surprise, l'U-36 subit plusieurs coups au but causant de lourds dégâts, et coule. Lorsque le Luise s’est approché pour récupérer les survivants flottant dans l’eau, le Prince Charles lui a tiré dessus, croyant qu’il s’agissait d’un navire ravitailleur allemand. Quarante-cinq minutes après le naufrage de l'U-36, les survivants restants ont été récupérés par le Q-ship. Le Kptlt. Graeff et 15 membres d’équipage ont été sauvés, mais 18 autres ont été perdus. L'U-36 a été le premier U-boot coulé par un Q-ship, et l’un des rares à en être victime. Le lieutenant Wardlaw a reçu le Distinguished Service Order pour cette action, et deux membres de son équipage ont reçu des Distinguished Service Medals. L’équipage marchand du Q-ship a reçu une somme de 1000 £ à se partager.

## Affectations
- IIe flottille : de date de début inconnue au 24 juillet 1915

## Commandants
- Kapitänleutnant Ernst Graeff[5] : du 14 novembre 1914 au 24 juillet 1915

## Navires coulés
| Date            | Nom             | Nationalité    | Tonnage | Destin.             |
| --------------- | --------------- | -------------- | ------- | ------------------- |
| 8 mai 1915      | Lilian Drost    | Danemark       | 1966    | Coulé               |
| 10 mai 1915     | Björn           | Suède          | 1241    | Capturé comme prise |
| 10 mai 1915     | Niobe           | Pays-Bas       | 654     | Capturé comme prise |
| 19 juillet 1915 | Nordlyset       | Norvège        | 82      | Coulé               |
| 22 juillet 1915 | King Athelstan  | United Kingdom | 159     | Coulé               |
| 22 juillet 1915 | Rubonia         | Empire russe   | 3644    | Coulé               |
| 22 juillet 1915 | Star Of Peace   | United Kingdom | 180     | Coulé               |
| 23 juillet 1915 | Danae           | France         | 1505    | Coulé               |
| 23 juillet 1915 | Fimreite        | Norvège        | 3819    | Coulé               |
| 23 juillet 1915 | Hermione        | United Kingdom | 210     | Coulé               |
| 23 juillet 1915 | Honoria         | United Kingdom | 207     | Coulé               |
| 23 juillet 1915 | Sutton          | United Kingdom | 332     | Coulé               |
| 24 juillet 1915 | Anglia          | United Kingdom | 107     | Coulé               |
| 24 juillet 1915 | Cassio          | United Kingdom | 172     | Coulé               |
| 24 juillet 1915 | Pass Of Balmaha | United States  | 1571    | Capturé comme prise |
| 24 juillet 1915 | Roslin          | United Kingdom | 128     | Coulé               |
| 24 juillet 1915 | Strathmore      | United Kingdom | 163     | Coulé               |